# Portugal International 2018
Die Portugal International 2018 fanden vom 8. bis zum 11. März 2018 in Caldas da Rainha statt. Sie wurden im Centro de Alto Rendimento de Badminton ausgetragen, dem Leistungszentrum des portugiesischen Badmintonverbands Federação Portuguesa de Badminton. Es war die 53. Auflage dieser internationalen Titelkämpfe von Portugal im Badminton.

## Sieger und Platzierte
| Disziplin    | Gold                      | Silber                             | Bronze                            |
| ------------ | ------------------------- | ---------------------------------- | --------------------------------- |
| Herreneinzel | Rasmus Messerschmidt      | Felix Burestedt                    | Sam Parsons                       |
| Herreneinzel | Rasmus Messerschmidt      | Felix Burestedt                    | Victor Svendsen                   |
| Dameneinzel  | Qi Xuefei                 | Anna Thea Madsen                   | Irina Amalie Andersen             |
| Dameneinzel  | Qi Xuefei                 | Anna Thea Madsen                   | Julie Dawall Jakobsen             |
| Herrendoppel | Lu Chen Ye Hong-wei       | Mathias Bay-Smidt Frederik Søgaard | Martin Campbell Patrick MacHugh   |
| Herrendoppel | Lu Chen Ye Hong-wei       | Mathias Bay-Smidt Frederik Søgaard | Matijs Dierickx Freek Golinski    |
| Damendoppel  | Li Zi-qing Teng Chun-hsun | Julie MacPherson Eleanor O’Donnell | Céline Burkart Jenjira Stadelmann |
| Damendoppel  | Li Zi-qing Teng Chun-hsun | Julie MacPherson Eleanor O’Donnell | Lise Jaques Flore Vandenhoucke    |
| Mixed        | Peter Käsbauer Olga Konon | Lu Chen Li Zi-qing                 | Michael Roe Jessica Hopton        |
| Mixed        | Peter Käsbauer Olga Konon | Lu Chen Li Zi-qing                 | Ye Hong-wei Teng Chun-hsun        |